# Orden von Chula Chom Klao

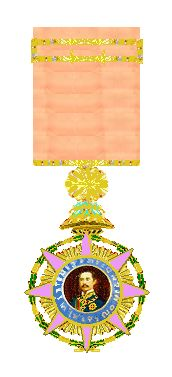
Der Siamesische Familienorden

Der Orden von Chula Chom Klao, mit vollständiger Bezeichnung Der sehr vornehme Orden von Chula Chom Klao (thailändisch เครื่องราชอิสริยาภรณ์จุลจอมเกล้า, RTGS Khrueang Ratcha-itsariyaphon Chunlachomklao, englisch The Most Illustrious Order of Chula Chom Klao), ist ein Orden des Königreichs Thailand (vormals Siam), am 16. November 1873 gestiftet durch König Rama V. (Chulalongkorn) anlässlich des neunzigjährigen Bestehens der Chakri-Dynastie.
Der Hausorden wird vorrangig an Angehörige des Königshauses und mit diesem verwandten Personen verliehen. Dazu kommen dem Königshause treue Beamte mit besonderen Verdiensten um das Land sowie ausländische Staatsoberhäupter (vorwiegend Monarchen) und deren Gatten.
Die Ordensverwaltung obliegt dem ersten Großmeister, dem ersten Ordenskanzler und dem ersten Sekretär und Registrator.

## Ordensklassen
Der Orden hat insgesamt sieben Klassen, wobei zwischen weiblichen und männlichen Trägern unterschieden wird. Die Anzahl der Orden einiger Klassen ist limitiert.

### Erste Klasse
- Großkordon (engl.: Knight Grand Cordon), Sonderstufe

Thai: ปฐมจุลจอมเกล้าวิเศษ (Pathom Chunlachomklao Wiset, Aussprache: pàtʰŏm t͡ɕunláʔ t͡ɕɔːm klâw wísèːt)
post-nominal: ป.จ.ว.
Gestiftet im Jahr 1900
Keine Begrenzung der Anzahl, wird jedoch an nur männliche Träger verliehen.
Bisher verliehen an: vier Herren.
- Großkreuz (engl.: Knight (or Dame) Grand Cross), Erste Klasse

Thai ปฐมจุลจอมเกล้า (Pathom Chunlachomklao, pàtʰŏm t͡ɕunláʔ t͡ɕɔːm klâw)
post-nominal: ป.จ.
die männliche Ausgabe wurde 1873, die weibliche 1893 gestiftet.
Begrenzt auf 30 männliche und 20 weibliche Träger

### Zweite Klasse
Die Zweite Klasse ist in zwei Ausgaben für Männer und in zwei Ausgaben für Damen unterteilt:
- Großkomtur (engl.: Knight (or Dame) Grand Commander), Zweite Klasse, obere Hälfte

Thai: ทุติยจุลจอมเกล้าวิเศษ (Thu Tiya Chunlachomklao Wiset, tʰúʔ.tìʔ.jàʔ t͡ɕunláʔ t͡ɕɔːm klâw wísèːt)
post-nominal: ท.จ.ว.
die männliche Ausgabe wurde 1873, die weibliche 1899 gestiftet
Begrenzung auf 200 männliche und 100 weibliche Träger
- Kommandeur (engl.: Knight (or Dame) Commander), Zweite Klasse, untere Hälfte

Thai ทุติยจุลจอมเกล้า (Thu Tiya Chunlachomklao, tʰúʔ.tìʔ.jàʔ t͡ɕunláʔ t͡ɕɔːm klâw)
post-nominal: ท.จ.
die männliche Ausgabe wurde 1873, die weibliche 1893 gestiftet
Begrenzung auf 250 männliche und 100 weibliche Träger

### Dritte Klasse
Die dritte Klasse ist in drei Ausgaben für Männer und eine Ausgabe für Damen unterteilt.
- Offizier (engl.: Grand Companion), Dritte Klasse, obere Hälfte

Thai: ตติยจุลจอมเกล้าวิเศษ (Tatiya Chunlachomklao Wiset, tàʔ.tìʔ.jàʔ t͡ɕunláʔ t͡ɕɔːm klâw wísèːt)
post-nominal: ต.จ.ว.
die männliche Ausgabe wurde 1914 gestiftet
Begrenzung auf 250 männliche Träger
- Offizier (engl.: Companion), Dritte Klasse, untere Hälfte

Thai ตติยจุลจอมเกล้า (Tatiya Chunlachomklao, tàʔ.tìʔ.jàʔ t͡ɕunláʔ t͡ɕɔːm klâw)
post-nominal: ต.จ.
die männliche Ausgabe wurde 1873, die weibliche 1893 gestiftet
Begrenzung auf 200 männliche und 250 weibliche Träger
- Ritter (engl.: Junior Companion)

Thai ตติยานุจุลจอมเกล้า (Tatiyanu Chunlachomklao, tàʔ.tìʔ.jàʔ.núʔ t͡ɕunláʔ t͡ɕɔːm klâw)
post-nominal: ต.อ.จ.
die männliche Ausgabe wurde 1873 gestiftet
Begrenzung auf 100 männliche Träger

### Vierte Klasse
Die vierte Klasse besteht nur aus einer Ausgabe für Damen.
- Damenorden (engl.: Member), Vierte Klasse

Thai: จตุตถจุลจอมเกล้า (Chatutot Chunlachomklao, t͡ɕàʔ.tùʔ.tòt t͡ɕunláʔ t͡ɕɔːm klâw)
post-nominal: จ.จ.
die weibliche Ausgabe wurde 1893 gestiftet
Begrenzung auf 150 weibliche Träger

## Ordensdekoration
Die Ordensdekoration besteht aus einem achtspitzigen Stern. Die Sternspitzen sind rot emailliert und haben einen goldenen Rand. In den Winkeln befinden sich hervorbrechende goldene kurze Strahlen, an deren Spitzen ein goldener Lotoskranz die Außenbegrenzung gibt. An der oberen Sternspitze befindet sich die goldene siamesische Königskrone, welche von teilweise blauer, roter und weißer Emaille umgeben ist. Die Mitte des Sternes hat ein großes rundes Medaillon. Auf der Vorderseite ist das Brustbild des Königs und der alles umschließende blau emaillierte, goldgerandete Reif trägt die goldene Ordensdevise „Wir werden Unsere Familie gedeihen lassen“ in der Landessprache (เราจะบำรุงตระกูลวงศ์ให้เจริญ). Die Rückseite enthält ein rundes Mittelfeld auf dem sich der dreiköpfige Elefant Erawan aus weißer Emaille befindet. Der Reif ist rot emailliert und hat einen weißen Kranz. In einem zweiten inneren, blauen Reif befindet sich in goldener Inschrift das Stiftungsdatum.
Unterschiede in den Klassen werden durch Größe und Material (Gold oder Silber) gemacht.

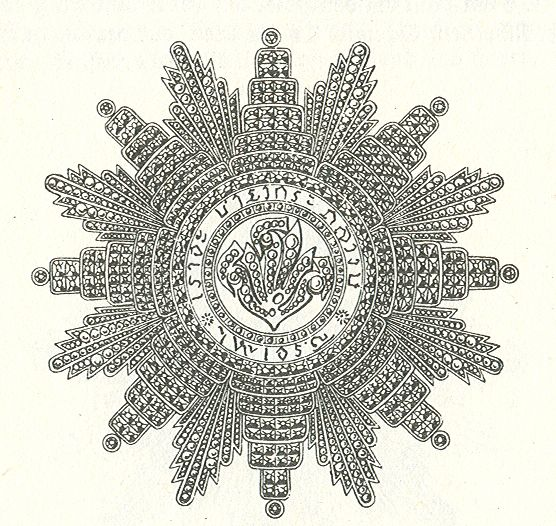
Bruststern, getragen vom König und der Königin
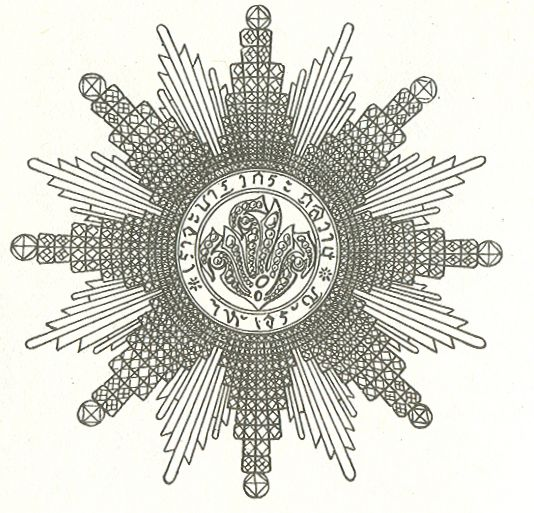
Bruststern (Erste Klasse)
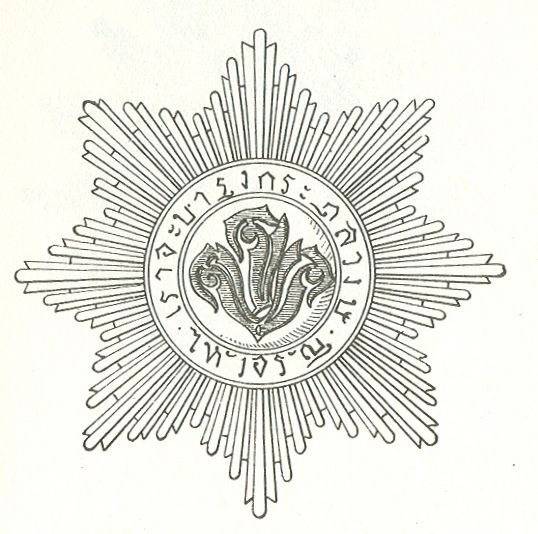
Bruststern (Zweite Klasse)
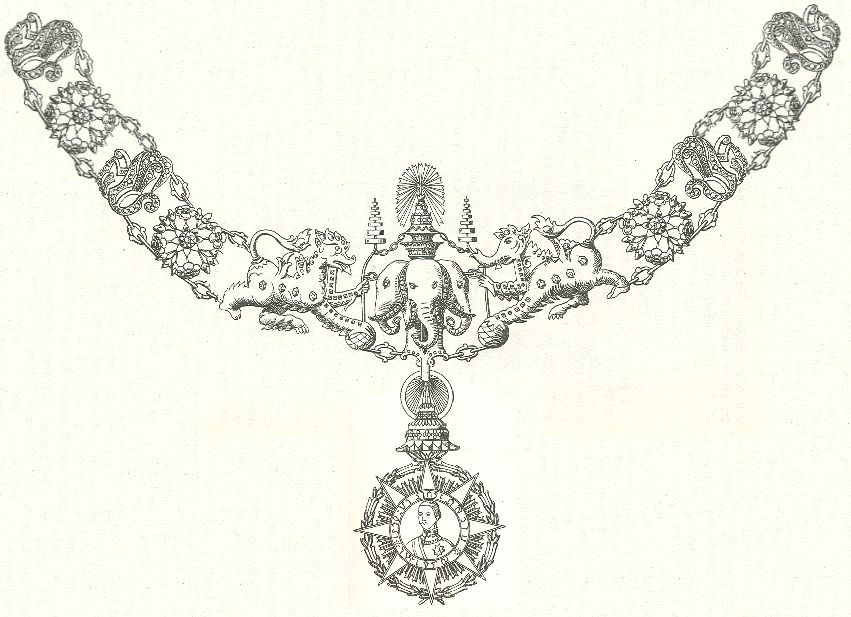
Ordenskette (Erste Klasse)

## Ordensband und Trageweise
Das Band ist einfarbig rosa. Es symbolisiert die „Geburtstagsfarbe“ von König Chulalongkorn, der an einem Dienstag geboren wurde. Die erste Klasse trägt den Orden als Schärpe, die zweite als Halsorden und die dritte Klasse an einer Schnalle auf der linken Brust.
Zu der Ordensdekoration gehört ein achtstrahliger silberner Ordensstern, der auf der linken Brustseite getragen wird. Die Strahlen der 1. Klasse sind brillantiert und das „Große“ lag mit auf. Klassenunterschied ist auch hier im Mittelschild zu erkennen, auf dem das Brustbild des Königs durch sein Initial – den dreifach verschlungenen Buchstaben „จ“ – ersetzt wird.

## Ordenskette
Die Träger des Großkreuz tragen bei Feierlichkeiten eine goldene Ordenskette. Diese besteht aus einundfünfzig Gliedern. Abwechselnd ist der königliche Namenszug mit Lotosblättern aneinandergereiht. Zwei goldene Drachen halten das Mittelstück – den dreiköpfigen Elefanten, der von den zwei siebenreihigen Sonnenschirmen umgeben ist. Die goldene Königskrone ist auf dem Rücken des Elefanten befestigt.

## Anrede
Verheiratete Frauen, denen das Großkreuz oder der Großkomtur des Ordens von Chula Chom Klao verliehen wird, erhalten den Titel Than Phu Ying (ท่านผู้หญิง); bei den übrigen Klassen des Ordens den Titel Khun Ying (คุณหญิง), der vor den Vornamen gesetzt wird. Bei entfernten Mitgliedern der Königsfamilie, die durch ihre Geburt bereits den Titel Mom Rajawongse oder Mom Luang haben, wird dieser durch den Titel Than Phu Ying verdrängt, nicht jedoch durch den geringeren Titel Khun Ying. Unverheiratete Trägerinnen des Ordens erhalten den Titel Khun (คุณ). Für männliche Träger gibt es keine besonderen Titel.
Siehe auch: Thailändische Adelstitel.

## Ordenstag
Ordenstag ist der Jahrestag der Stiftung.

## Träger
Siehe Kategorie:Träger des Ordens von Chula Chom Klao.